# IC 2418
IC 2418 је галаксија у сазвјежђу Рак која се налази на листи објеката дубоког неба у Индекс каталогу.
Деклинација објекта је + 17° 56' 41" а ректасцензија 8h 51m 25,0s. Привидна величина (магнитуда) објекта IC 2418 износи 15,3 а фотографска магнитуда 16,3.